# Banu Jumah
I Banū Jumaḥ (in arabo بنو جمح‎?) erano un clan della tribù araba dei Quraysh di Mecca. Erano noti per essere rimasti fino alla fine alleati dei politeisti meccani e per essersi per lo più opposti ai musulmani.
Nella battaglia del Cammello un gruppo di Jumaḥ sostenne la vedova del Profeta, ʿĀʾisha.

## Persone famose
- Umayya ibn Khalaf
- Ṣafwān b. Umayya
- ʿAmr b. Dīnār (666-7 - 743-43) - tradizionista